# Mirabilis (entreprise)
Pour les articles homonymes, voir Mirabilis.
Mirabilis est une entreprise israélienne créée en 1996 par quatre étudiants israéliens (Arik Vardi, Yair Goldfinger, Sefi Vigiser et Amnon Amir) et qui a conçu et développé le logiciel de messagerie instantanée ICQ.
Elle fut rachetée par AOL moins de deux ans plus tard, le 12 juin 1998, pour 407 millions de dollars[réf. nécessaire], la partie payée en action AOL s'étant appréciée.
Son logiciel de messagerie ICQ (comme «I seek you», «je te cherche» en anglais) qui permet de chatter mais aussi de savoir qu'un ami équipé comme vous de ICQ se connecte au réseau mondial en même temps que vous, engrange au moment de ce rachat un million de clients supplémentaires tous les vingt-deux jours et réunit près de 13 millions d'utilisateurs dans le monde. Mirabilis emploie alors 65 informaticiens, entassés dans un immeuble de Tel-Aviv. Gratuit, le logiciel n'assurait aucun revenu à Mirabilis, qui avait pour seul objectif « d'engranger le maximum d'utilisateurs».
AOL a ensuite maintenu l'indépendance de ICQ et d'AOL Instant Messenger (AIM) pour donner l'illusion d'un marché concurrentiel.
En 2009, elle appartient à l'entreprise Time Warner et en 2010 est revendu à l'entreprise russe Mail.ru.